# Peter Strittmatter (Erziehungswissenschaftler)
Peter Strittmatter (* 6. August 1937 in Karlsruhe) ist ein deutscher Erziehungswissenschaftler und emeritierter Professor an der Universität des Saarlandes.

## Werdegang
Seine Schulausbildung schloss er 1957 mit dem Abitur am Humanistischen Gymnasium ab. Nach dem Studium an der Pädagogischen Hochschule Karlsruhe war er von 1959 bis 1964 als Lehrer an einer Modellschule in Mannheim und nach der Zweiten Dienstprüfung für das Lehramt an Volksschulen von 1964 bis 1966 als Redakteur beim Südwestfunk in der Abteilung Schul-, Jugendfunk und Erwachsenenbildung tätig. Gleichzeitig studierte er Erziehungswissenschaft und Psychologie an den Universitäten Mainz, Freiburg und Mannheim. Neben seiner Tätigkeit als Assistent in Heidelberg und Mannheim agierte er von 1967 bis 1970 als Hauptseminarleiter in der Lehrerfortbildung Baden-Württemberg sowie als Lehrbeauftragter an Pädagogischen Hochschulen und an der Universität Kaiserslautern.
Nach der Promotion 1969 mit einer experimentellen Studie zur Lehrerfolgsforschung in Mannheim übernahm er 1970 den Lehrstuhl für Schulpädagogik an der Pädagogischen Hochschule Niedersachsen, Abteilung Oldenburg. Nachdem er Rufe an die Universitäten Trier, Erlangen und Fribourg (CH) abgelehnt hatte, folgte Peter Strittmatter 1974 dem Ruf auf eine Professur für Erziehungswissenschaft in Saarbrücken. Bis zu seiner Emeritierung 2004 lehrte und forschte er drei Jahrzehnte an der Universität des Saarlandes, nachdem er einem Ruf  an die Universität Tübingen 1979 nicht gefolgt war.

## Wissenschaftliche Arbeitsfelder
Zu seinen Arbeits- und Forschungsschwerpunkten gehören Lehren und Lernen (Interventionsforschung), Wissenschaftstheorie und Methodologie empirisch-pädagogischer Forschung, Curriculumentwicklung und -evaluation, Medienforschung und Mediendidaktik sowie Erwachsenen-, Lehrer- und Weiterbildung. Er begründete und leitete von 1988 bis 2004 das Medienzentrum der Philosophischen Fakultäten und von 1994 bis 2004 die Arbeitsstelle „Wissenschaftliche Weiterbildung“, das heutige „Zentrum für lebenslanges Lernen“. Außerdem fungierte er unter anderem von 1985 bis 2001 als ehrenamtliches Vorstandsmitglied der Landesanstalt für Rundfunkwesen sowie von 1980 bis zu seiner Emeritierung 2004 als Gutachter der Deutschen Forschungsgemeinschaft. Ferner war er 1974 Gründungsmitglied der Zeitschrift „Unterrichtswissenschaft“ und deren Geschäftsführender Herausgeber von 1987 bis 2004.
In der universitären Selbstverwaltung engagierte er sich als Prodekan seines Fachbereichs (1980–1982) und als Senator. Anlässlich seiner Emeritierung fand eine Podiumsdiskussion mit dem Titel „Quo vadis, Erziehungswissenschaft?“ statt.

## Ausgewählte Publikationen
- P. Strittmatter: Präsentationsmodi von Lehrprogrammen: eine Untersuchung der Auswirkung verschiedener Präsentationsmodi eines Lehrprogramms auf dessen Effektivität. Weinheim: Beltz, 1970.
- P. Strittmatter: Lernzielorientierte Leistungsmessung. Weinheim: Beltz, 1973.
- B. Jacobs, P. Strittmatter: Der schulängstliche Schüler. München: Urban & Schwarzenber, 1979.
- P. Strittmatter: Modellversuche zum Schulfernsehen. Stuttgart: Klett, 1979.
- P. Strittmatter (Hrsg.): Zur Lernforschung: Befunde – Analysen – Perspektiven. Weinheim: Dt. Studien-Verlag, 1990.
- P. Strittmatter: Schulangstreduktion – Abbau von Angst in schulischen Leistungssituationen. Neuwied: Luchterhand, 1993.
- P. Strittmatter: Schulangstreduktion – Abbau von Angst in schulischen Leistungssituationen. 2. Auflage. Neuwied: Luchterhand, 1997.
- P. Strittmatter, H. M. Niegenmann: Lehrern und Lernen mit Medien. Eine Einführung. Darmstadt: Wissenschaftliche Buchgesellschaft, 2000.

Ein vollständiges Schriftenverzeichnis befindet sich in Quo vadis Erziehungswissenschaft auf den Seite 53 bis 70.